# Fatehabad (Haryana)
Fatehabad è una città dell'India di 59.863 abitanti, capoluogo del distretto di Fatehabad, nello stato federato dell'Haryana. In base al numero di abitanti la città rientra nella classe II (da 50.000 a 99.999 persone).

## Geografia fisica
La città è situata a 29° 31' 0 N e 75° 27' 0 E e ha un'altitudine di 207 m s.l.m..

## Società

### Evoluzione demografica
Al censimento del 2001 la popolazione di Fatehabad assommava a 59.863 persone, delle quali 31.953 maschi e 27.910 femmine. I bambini di età inferiore o uguale ai sei anni assommavano a 8.417, dei quali 4.729 maschi e 3.688 femmine. Infine, coloro che erano in grado di saper almeno leggere e scrivere erano 39.361, dei quali 22.656 maschi e 16.705 femmine.